# Bacon (canción)
«Bacon» es una canción grabada por el cantante estadounidense Nick Jonas, con el rapero Ty Dolla Sign como artista invitado. Fue lanzada el 12 de julio de 2016, como el segundo sencillo del tercer álbum de estudio de Jonas, Last Year Was Complicated. La canción fue escrita por Jonas, Priscilla Renea, Tyrone Griffin, Jr. y Nolan Lambroza. Bacon fue nominado para los MTV Video Music Awards 2016 en la categoría "Canción del verano". Fue el segundo año consecutivo que Jonas fue nominado para ese premio.

## Antecedentes y lanzamiento
El 24 de marzo de 2016, Jonas anunció la canción como parte de la lista de temas para su nuevo álbum. En marzo, se reveló que el cantante Ty Dolla  Sign estaba presente en el álbum. De acuerdo con Jonas, la canción es acerca de cuando estás fuera de una relación y empiezas a estar bien con el hecho de que ha terminado, diciendo: "En mi caso mi vida fue genial, es tan bueno que deberíamos tirar algo de tocino para hacer incluso mejor". La canción se estrenó el 3 de junio de 2016, y fue enviada a la radio rítmica estadounidense el 12 de julio de 2016, como el segundo sencillo del álbum, reemplazando a "Chainsaw", que había sido confirmada originalmente para serlo.

## Recepción de la crítica
Kaitlyn Tiffany de The Verge comparó la canción a "Lucozade" de Zayn Malik y escribió que el verso de Ty Dolla Sign es "explícitamente sobre sexo, pero no tiene nada que ver con tocino". Kristie Rohwedder de Bustle escribió que la canción es "otra razón para ser alimentado" el álbum. Rachel Sonis de Idolator llamó la canción "súper extraña", diciendo que "no consigo esta". Eddie Fu de Uproxx lo llamó una "pista de R&B crecido y sexy", también escribiendo que "Ty Dolla Sign ha demostrado que es adepto a trabajar con actos de pop en el pasado ... y el cantante de R&B ha entregado una vez más". Brianna Wiest de Teen Vogue lo llamó una "canción estupenda y pegadiza, optimista" que "puede parecer como su promedio, todos los días, de bajo perfil nuevo himno único".

## Vídeo musical
Un vídeo musical de la canción fue lanzado en Tidal el 6 de junio de 2016, con un teaser de 30 segundos a disposición de los no suscriptores. El vídeo musical fue filmado en Nueva Orleans y está ambientado en el restaurante Frostop de Ted. Cuenta con Nick bailando con amigos y comiendo tocino. Mientras tanto, Ty Dolla $ ign hace un cameo en un ajuste de vídeo, completo con modelos y lowriders. El 10 de junio de 2016, el vídeo musical fue subido en el canal de Vevo de Jonas. Chord Overstreet perteneciente a la discográfica de Jonas junto a Demi Lovato también aparece en el vídeo.

## Posicionamiento en listas

### Semanales
| Estados Unidos | Bubbling Under Hot 100 | 20 |
| Estados Unidos | Pop Songs              | 37 |
| Estados Unidos | Rhythmic Songs         | 35 |